# 馬來西亞特殊車輛號牌
馬來西亞特殊車輛號牌（馬來語： 或 ）是非常規發行的馬來西亞車輛號牌。

## 特殊車牌一覽

### 特殊和紀念車牌

#### Proton
發行牌號：1－1001、1002－2002 及 2020
發行年份：1985年 及 1993年
字型：Kufic Typestyle
適用車款：普騰汽車（今譯「寶騰汽車」）
簡述：普騰汽車（Proton, Perusahaan Otomobil Nasional Sdn Bhd）是馬來西亞首個國產汽車品牌，創立於1983年。1985年7月，推出首個汽車型號——Proton Saga；1992年，推出Proton Saga改款——Proton Saga Iswara。1993年，推出第二個汽車型號——Proton Wira；翌年，推出Proton Wira系列三門掀背車——Proton Satria。

#### Perodua
發行牌號：待查
發行年份：1994年
字型：Futura Extra Bold Slant Type
適用車款：第二國產車
簡述：第二國產車（Perodua, Perusahaan Otomobil Kedua Sdn Bhd）是馬來西亞的第二個國產汽車品牌，創立於1992年。1994年8月，推出首個汽車型號——Perodua Kancil；1996年，推出第二個汽車型號——Perodua Rusa。

#### Satria
發行牌號：待查
發行年份：1994年
字型：Script Typestyle
適用車款：普騰勇士
簡述：普騰勇士（Proton Satria）是普騰汽車於1994年－2005年推出的汽車型號。

#### Tiara
發行牌號：待查
發行年份：1996年
字型：Script Typestyle
適用車款：普騰皇冠
簡述：普騰皇冠（Proton Tiara）是普騰汽車於1996年－2000年推出的汽車型號。

#### KRISS
發行牌號：待查
發行年份：1996年
字型：Brush Stroke
適用車款：國產Kriss
簡述：國產（Modenas, Motosikal dan Enjin Nasional Sdn Bhd）是馬來西亞首個國產摩托車品牌，創立於1995年。1996年5月，推出首個摩托車型號——Modenas Kriss。

#### Putra
發行牌號：1－2002 及 2020
發行年份：1997年
字型：Script Typestyle
適用車款：普騰太子
簡述：普騰太子（Proton Putra）是普騰汽車於1996年－2001年推出的汽車型號。

#### SUKOM
發行牌號：1－2020
發行年份：1998年
字型：Arial Bold
適用車款：任何車款
簡述：第16屆共和聯邦運動會（Sukan Komanwel ke-XVI）於1998年9月11日－9月21日在吉隆坡舉行。

#### Lotus
發行牌號：1－2000 及 2020
發行年份：1999年
字型：待查
適用車款：蓮花汽車
簡述：蓮花汽車（Lotus Cars）於1996年被普騰汽車收購，成為普騰旗下子公司。

#### JAGUH
發行牌號：待查
發行年份：待查
字型：Franklin Gothic Bold
適用車款：國產Jaguh
簡述：Modenas Jaguh是國產電單車於1999年推出的摩托車型號。

#### GP
發行牌號：1－100
發行年份：1999年
字型：Arial Bold
適用車款：任何車款
簡述：馬來西亞格蘭披治（Malaysian Grand Prix）於1999年開始在雪邦國際賽道舉行。

#### BAMbee
發行牌號：1－500
發行年份：2000年
字型：待查
適用車款：任何車款
簡述：2000年湯姆斯盃和尤伯盃（2000 Thomas & Uber Cup）於2000年5月11日－5月21日在吉隆坡舉行，是第21屆湯姆斯盃和第18屆尤伯盃。賽會吉祥物是一隻名字叫做「BAMbee」的蜜蜂，「BAM」也就是馬來西亞羽球總會（Badminton Association of Malaysia）的縮寫。

#### WAJA
發行牌號：待查
發行年份：待查
字型：Arial Bold
適用車款：普騰華嘉
簡述：普騰華嘉（Proton Waja）是普騰汽車於2000年－2011年推出的汽車型號。

#### JUARA
發行牌號：1－1000
發行年份：2001年
字型：Eurostile-Bold Italic Typestyle
適用車款：普騰冠軍
簡述：普騰冠軍（Proton Juara）是普騰汽車於2001年－2003年推出的汽車型號。

#### Putrajaya
發行牌號：1－9999
發行年份：2001年
字型：Calisto MT Italic Typestyle
適用車款：任何車款
簡述：布城聯邦直轄區（WP Putrajaya）是聯邦政府建立的新市鎮，也是馬來西亞的行政中心。布城於1995年開始建設，聯邦政府機構於1999年從吉隆坡搬遷至此處，2001年2月1日成為聯邦直轄區。

#### XIII NAM
發行牌號：待查
發行年份：2003年
字型：Arial Bold
適用車款：任何車款
簡述：第13屆不結盟運動高峰會（XIII NAM Summit）於2003年2月20日－2月25日在吉隆坡舉行。

#### Jalur Gemilang II
發行牌號：唯一一部
發行年份：2003年
字型：待查
適用車款：普騰勇士GTi
簡述：Jalur Gemilang 2是一項由新聞部支持的探索之旅，由三蘇里賈·阿都查米爾（Shamsurrijal bin Abdul Jamil）獨自駕駛一部 Proton Satria GTi 環行63個國家。該部汽車原來的牌號是「MAS 2001」，代表的是「2001年馬來西亞成就精神」（The Malaysian Achievement Spirit 2001），及後被稱為「Jalur Gemilang 2」，並贈予「Jalur Gemilang II」的專屬牌號。
較早以前，「Jalur Gemilang」被命名在一艘環行世界的帆船，由拿督阿茲哈·曼蘇（Datuk Azhar bin Mansor）完成這項壯舉。

#### X OIC
發行牌號：待查
發行年份：2003年
字型：Arial Bold
適用車款：任何車款
簡述：第10屆伊斯蘭會議組織高峰會（X OIC Summit）於2003年10月16日－10月17日在布城舉行。

#### NAZA
發行牌號：待查
發行年份：2004年
字型：Arial Bold
適用車款：納莎汽車
簡述：納莎汽車（Naza Automotive Manufacturing Sdn Bhd）是馬來西亞的汽車品牌，創立於2002年。2004年8月，推出首個汽車型號——Naza Ria；並於同年12月，推出另一個汽車型號——Naza Citra。

#### XI ASEAN
發行牌號：待查
發行年份：2005年
字型：Arial Bold
適用車款：任何車款
簡述：第11屆東協高峰會（XI ASEAN Summit）於2005年12月12日－12月14日在吉隆坡舉行。

#### Chancellor
發行牌號：1－500
發行年份：2005年
字型：待查
適用車款：普騰華嘉加長版
簡述：普騰華嘉加長版（Proton Chancellor）是普騰汽車於2005年推出的汽車型號，專為該年的東協高峰會而設計。

#### XXX IDB
發行牌號：待查
發行年份：2006年
字型：Arial Bold
適用車款：任何車款
簡述：第30屆伊斯蘭開發銀行會議（XXX Islamic Development Bank Annual Meeting）於2005年6月23日－6月24日在布城舉行。

#### Persona
發行牌號：待查
發行年份：2007年
字型：待查
適用車款：普騰柏索娜
簡述：普騰柏索娜（Proton Persona）是普騰汽車於2007年推出的汽車型號。

#### XXVI ASEAN
發行牌號：待查
發行年份：2015年
字型：Arial Bold
適用車款：任何車款
簡述：第26屆東協高峰會（XXVI ASEAN Summit）於2015年4月26日－4月27日在吉隆坡和浮羅交怡舉行。

#### XXVII ASEAN
發行牌號：待查
發行年份：2015年
字型：Arial Bold
適用車款：任何車款
簡述：第27屆東協高峰會（XXVII ASEAN Summit）於2015年11月18日－11月22日在吉隆坡舉行。

#### ASEAN XV
發行牌號：待查
發行年份：2015年
字型：Arial Bold
適用車款：任何車款
簡述：第48屆東協外交部長會議（48th ASEAN Foreign Ministers' Meeting）於2015年8月4日在吉隆坡舉行；同時，第47屆東協外交部長會議（47th ASEAN Economic Ministers' Meeting & Related Meetings）於同年8月22日舉行。

#### RAPID
發行牌號：待查
發行年份：待查
字型：Arial Bold
適用車款：快捷通巴士
簡述：

### 招標車牌
約始於2010年，非政府組織只要支付100萬令吉給交通部，就可獲得專屬車牌的使用和出售權，進行車牌買賣交易，一度曾受到反對黨質疑涉嫌濫權舞弊。
2018年馬來西亞大選過後，新任交通部長陸兆福宣佈停止由非政府組織及慈善團體售賣車牌的政策，前朝政府已經批准35個非政府組織的招標車牌，仍有為期一年的授權。

#### G1M
發行牌號：1－9999
發行年份：2010年
字型：Arial Bold
適用車款：任何車款
簡述：「G1M」是指「一個馬來西亞概念」（Gagasan 1Malaysia），由青年及體育部支持的馬來西亞探索7大洲俱樂部（Kelab Eksplorasi 7 Benua Malaysia, KE7B）發行，目的是協助募集活動資金，資助俱樂部的極限運動，例如：遠征珠穆朗瑪峰、格陵蘭等地，並將收益注入國家運動員福利基金會、馬來西亞兒童希望基金會和消除貧困基金會。

#### 1M4U
發行牌號：1－9999
發行年份：2013年
字型：Arial Bold
適用車款：任何車款
簡述：「1M4U」是指「一個馬來西亞青年計劃」（1Malaysia for Youth），由青年及體育部支持的馬來西亞探索7大洲俱樂部發行，目的是協助募集活動資金，資助「馬來西亞青年運動」的活動，委任 AquaTwo Sdn Bhd 招標。

#### 1MCY
發行牌號：1－370
發行年份：2014年
字型：Arial Bold
適用車款：任何車款
簡述：「1MCY」是指「一個馬來西亞商業年」（1Malaysia Commercialisation Year），由科學工藝部和馬來西亞工藝園（Technology Park Malaysia）聯合推介。

#### SAS
發行牌號：1－9999 及 SAS
發行年份：2014年
字型：Arial Bold
適用車款：任何車款
簡述：「SAS」是彭亨苏丹阿末沙登基40週年（Memuliakan Sambutan 40 Tahun Pemerintahan KDYMM Sultan Ahmad Shah）御准發行，委任 T.A.T Alliance Services Sdn Bhd 招標，該公司首席營運總監是拿督莊友慶。 「SAS」競標款項的其中一部份被用作為慈善用途，捐助給馬來西亞防範罪案基金會、大馬回教婦女福利局、國際同濟會、蘇丹阿末沙環境基金會和斯里卡宋基金會。

#### PATRIOT
發行牌號：1－9999
發行年份：2015年
字型：Arial Bold
適用車款：任何車款
簡述：「PATRIOT」是由馬來西亞愛國者基金會（Yayasan Patriot Negara Malaysia, YPNM）發行，目的是強化馬來西亞多元社會的种族團結和愛國主義，並為該基金會籌款。

#### TTB
發行牌號：1－2（保留牌號）、3－100（競標牌號）、101－9999（流水牌號）
發行年份：2016年（TBS → TTB → TBT）
字型：Arial Bold
適用車款：任何車款
簡述：「TTB」是指登州大臣拿督斯里拉茲夫推動的「新轉型的登嘉樓州」（Transformasi Terengganu Baharu）理念，由登州政府向登州陸路交通局申請提前60年（接著「TBS」系列）發行。

#### PERFECT
發行牌號：1－100
發行年份：2016年
字型：Arial Bold
適用車款：任何車款
簡述：「PERFECT」是完美集團（Perfect Group）向交通部申請，用來協助馬來西亞乒乓總會（Persatuan Ping Pong Malaysia / Table Tennis Association of Malaysia, TTAM）籌集500萬令吉的新會所建設基金。 完美集團自2015年開始成為馬來西亞乒乓總會的官方合作夥伴，協辦乒乓球賽事項目。

#### VIP
發行牌號：1－9999
發行年份：2016年
字型：Arial Bold
適用車款：任何車款
簡述：「VIP」是彭州政府向陸路交通局申請發行，代表的是2017年彭亨州旅遊年（Visit Pahang Year 2017）。「VIP」由 Digital Tourism Sdn Bhd 負責市場行銷，該公司董事是拿督斯里拉扎里。

#### NAAM
發行牌號：1－9999
發行年份：2016年
字型：Arial Bold
適用車款：任何車款
簡述：「NAAM」是指由青年及體育部支持的「新扶貧行動運動基金會」（New Affirmative Action Movement），該組織的成立宗旨是協助印裔社群改善經濟困境，該車牌由一家名為 Anan Motor 的公司進行招標銷售。

#### GT
發行牌號：1－9999
發行年份：2016年
字型：Arial Bold
適用車款：任何車款
簡述：「GT」是指「優越的年代」（Generasi Terbilang），由青年及體育部支持的馬來西亞探索7大洲俱樂部發行，目的為馬來西亞國內的極限運動籌集活動基金，委任 Plat GT Secretariat (c/o AquaTwo Sdn Bhd) 招標。「優越的年代」表示探索7大洲俱樂部成立於2009年至今，該俱樂部主席是首名完成終級探險大滿貫（Explorers Grand Slam）的馬來西亞人——莫哈末·慕哈拉賓。

#### RIMAU
發行牌號：1－9999
發行年份：2017年
字型：Arial Bold
適用車款：任何車款
簡述：第29屆東南亞運動會（29th SEA Games）於2017年8月19日－8月30日在吉隆坡舉行。運動會吉祥物是一隻名字叫做「RIMAU」的老虎，RIMAU的含義是代表「Respect」（尊重）、「Integrity」（廉正）、「Move」（行动）、「Attitude」（态度）和「Unity」（团结），委任 AquaTwo Sdn Bhd 招標。

#### SMS
發行牌號：1－9999
發行年份：2017年
字型：Arial Bold
適用車款：任何車款
簡述：「SMS」是「蘇丹阿都哈林兩任國家元首紀念車牌」（Sultan Abdul Halim Mu'adzam Shah Sempena Memuliakan Pemerintahan Sebagai Seri Paduka Baginda Yang Di-Pertuan Agong Malaysia Yang ke-V & ke-XIV），由蘇丹娜峇希雅慈善基金會（Yayasan Sultanah Bahiyah, YSB）推介，委任 Perintis Jerai Sdn Bhd 招標。

#### US
發行牌號：1－1000
發行年份：2017年
字型：Arial Bold
適用車款：任何車款
簡述：「US」是由馬來西亞藝術家協會（Persatuan Seniman Malaysia, SENIMAN）發行，含義是指「致藝術家們」（Untuk Seniman）。該協會主席杰·再迪表示，競標收益會用作資助本地藝術行業的發展，委任 US Plate Secretariat (c/o AquaTwo Sdn Bhd) 招標。

#### U
發行牌號：1－9999
發行年份：2017年
字型：Arial Bold
適用車款：任何車款
簡述：「U」是由 iM4U Sentral 發行，委任 Sekretariat Pengurusan No Plat U  招標，與「1M4U」有相同的涵義。

#### A1M
發行牌號：1－1000
發行年份：2017年
字型：Arial Bold
適用車款：任何車款
簡述：「A1M」是由一個馬來西亞藝人基金會（Yayasan Artis 1Malaysia, YA1M）發行，委任 D'City Planners Sdn Bhd 招標，目的是為本地樂齡藝人籌集基金，援助他們安享晚年。該基金會的主席是拿督伊萬沙，也就是本地老牌歌手——D J Dave。

#### G
發行牌號：1－9999
發行年份：2017年
字型：Arial Bold
適用車款：任何車款
簡述：「G」是由拿督李宗偉創立的李宗偉基金會（Yayasan Lee Chong Wei）推介發行，委任 Yakin Emas Sdn Bhd 招標。目的是將競標所得款項成立一項基金，用來資助體育協會或任何運動項目，支持有潛質的運動員於2020年東京奧運會奪得首面奧運金牌目標，「G」就是代表「金牌」的意思。

#### Y
發行牌號：1－9999
發行年份：2017年
字型：Arial Bold
適用車款：任何車款
簡述：「Y」是由諾佐哈基金會（Yayasan Nur Jauhar, YNJ）發行，委任 Venetian Park Sdn Bhd 招標，目的是為了扶助沙巴的弱勢群體，該基金會的資助人是沙巴州元首敦朱哈·馬希魯丁。

#### NBOS
發行牌號：1－9999
發行年份：2017年
字型：Arial Bold
適用車款：任何車款
簡述：「NBOS」代表的是「國家藍海策略」（National Blue Ocean Strategy）計劃，該計劃是要促進政府的創意和創新文化，提供高效能的公共服務，其中包括鄉區轉型中心（Rural Transformation Centres, RTCs）、城市轉型中心（Urban Transformation Centres, UTCs）和流動型社區轉型中心（Mobile Community Transformation Centres, Mobile CTCs）等社區轉型計劃。

#### SAM
發行牌號：1－9999
發行年份：2017年
字型：Arial Bold
適用車款：任何車款
簡述：「SAM」是由馬來西亞超級摩托車騎士協會聯盟（Gabungan Persatuan Superbikers Malaysia / Federation of Superbikers Association Malaysia, SAM）配合馬來西亞獨立60周年和馬來西亞日發行，「SAM」也可以代表「我是馬來西亞之子」（Saya Anak Malaysia）。

#### K1M
發行牌號：1－100
發行年份：2017年
字型：Arial Bold
適用車款：任何車款
簡述：「K1M」是由首要民族基金會（Yayasan Wangsa Perdana, YWP）發行，委任 D'City Planners Sdn Bhd 招標，代表的是「一個馬來西亞之旅」（Kembara 1Malaysia）。

#### T1M
發行牌號：1－1000
發行年份：2017年
字型：Arial Bold
適用車款：任何車款
簡述：「T1M」是由馬來西亞青年轉型組織（Pertubuhan Transformasi Anak Muda Malaysia, PTAMM）發行，配合聯邦政府提出的「2050年國家轉型計劃」（Transformasi Nasional 2050, TN50），代表的是「轉型的一個馬來西亞」（Transformasi 1Malaysia）。

#### GG
發行牌號：1－9999
發行年份：2018年
字型：Arial Bold
適用車款：任何車款
簡述：「GG」是由人力資本財富基金會（Yayasan Modal Insan Harta, YMIH）發行，代表的是「偉大的世代」（Great Generation），委任 Sekretariat Urusetia No Plat GG (c/o VRP Speciale Sdn Bhd) 招標。

#### GTR
發行牌號：1－1000、1001－9999
發行年份：2018年
字型：Arial Bold
適用車款：任何車款
簡述：「GTR」是由馬來西亞婦女之聲組織（Pertubuhan Suara Wanita Malaysia, WANITA）發行，委任 Plates Enterprise 招標。

#### Q
發行牌號：1－9999
發行年份：2018年
字型：Arial Bold
適用車款：任何車款
簡述：「Q」是由砂拉越足球協會（Persatuan Bola Sepak Negeri Sarawak / Football Association of Sarawak, FAS）發行，委任 FAS Mart 64 Sdn Bhd 招標，該公司是 FAS Holdings (Sarawak) Sdn Bhd 旗下的子公司。

#### UU
發行牌號：1－9999
發行年份：2018年
字型：Arial Bold
適用車款：任何車款
簡述：「UU」是由輝煌高爾夫球計劃（Golf Gemilang）發行，該項目旨在創立長期的青少年高爾夫球發展計劃，來提升馬來西亞在高爾夫球領域的水平，委任 Sekretariat Pengurusan Siri Pendaftaran UU (c/o Siri UU Sdn Bhd) 招標。

#### YY
發行牌號：1－9999
發行年份：2018年
字型：Arial Bold
適用車款：任何車款
簡述：「YY」委任 Sekretariat Urusetia No Plat YY (c/o VRP Speciale Sdn Bhd) 招標。

#### XX
發行牌號：1－9999
發行年份：2018年
字型：Arial Bold
適用車款：任何車款
簡述：「XX」是由人力資本財富基金會（Yayasan Modal Insan Harta, YMIH）發行。

#### X
發行牌號：1－9999
發行年份：2018年
字型：Arial Bold
適用車款：任何車款
簡述：「X」是由 Sekretariat Pengurusan Nombor Plat X (c/o Brandworth Corporation) 招標。

#### G___G
發行牌號：1－999
發行年份：2018年
字型：Arial Bold
適用車款：任何車款
簡述：從缺。

#### UP
發行牌號：1－999
發行年份：2018年
字型：Arial Bold
適用車款：任何車款
簡述：「UP」是由馬來西亞籃球總會（Malaysia Basketball Association, MABA）發行，代表的是「Unique Plates」，收益所得將用來資助籃球選手和未來的籃球運動項目。

#### YA
發行牌號：1－9999
發行年份：2018年
字型：Arial Bold
適用車款：任何車款
簡述：「YA」是由 Sekretariat Pengurusan No Plat Siri YA (c/o Crystal Site Sdn Bhd) 發行。

#### YC
發行牌號：1－9999
發行年份：2018年
字型：Arial Bold
適用車款：任何車款
簡述：「YC」是由 Sekretariat Pengurusan No Plat Siri YC (c/o Crystal Site Sdn Bhd) 發行。

#### UUU
發行牌號：1－9999
發行年份：2018年
字型：Arial Bold
適用車款：任何車款
簡述：「UUU」是由 Kurnia Bumitek Sdn Bhd 發行。

#### IQ
發行牌號：1－999
發行年份：2018年
字型：Arial Bold
適用車款：任何車款
簡述：从缺。

#### QQ
發行牌號：1－9999
發行年份：2018年
字型：Arial Bold
適用車款：任何車款
簡述：「QQ」是由砂拉越足球協會（Persatuan Bola Sepak Negeri Sarawak / Football Association of Sarawak, FAS）發行，委任 QQ Plate Ventures 招標。

#### UA
發行牌號：1－9999
發行年份：2018年
字型：Arial Bold
適用車款：任何車款
簡述：「UA」是由 Sekretariat Pengurusan No Plat Siri UA (c/o IM4U Plat) 發行。

#### IM
發行牌號：1－9999
發行年份：2018年
字型：Arial Bold
適用車款：任何車款
簡述：从缺。

#### E
發行牌號：1－9999
發行年份：2018年
字型：Arial Bold
適用車款：任何車款
簡述：「E」是由馬來西亞環境管理與研究協會（Environmental Management and Research Association of Malaysia, Ensearch）發行，委任  Nfort MSC Sdn Bhd 銷售。

#### Malaysia
發行牌號：1－9999
發行年份：2018年
字型：Longhaul（Malaysia）、Arial Black（數字）
適用車款：任何車款
簡述：「Malaysia」是交通部配合2018年國慶主題「愛我的馬來西亞」（Sayangi Malaysiaku）發行，競標收益將直接納入國庫。 “大马车牌”配合国庆日以传统的拍卖方式于2018年8月1日至15日开始竞标。 最终为政府带来1316万令吉的收入，其中“Malaysia 1”车牌以111万1111令吉成交，而“Malaysia 2020”车牌则保留给了马哈迪·莫哈末，3个最高价格的车牌为“Malaysia 1”，“Malaysia 8”及“Malaysia 99”。
得标者：车牌竞标号码分成黄金组（底价10,000令吉）、特别组（底价2,000令吉）、普通组（底价300令吉）和顺序组（底价300令吉）共4组。
| 黄金组（底价10,000令吉） |                              |              |
| 车牌                     | 得标者                       | 数额（令吉） |
| MALAYSIA 1               | ALDI国际有限公司             | 1,111,111.00 |
| MALAYSIA 2               | ALDI国际有限公司             | 422,000.00   |
| MALAYSIA 3               | Goh Eng Hoe                  | 223,000.00   |
| MALAYSIA 4               | ALDI国际有限公司             | 162,000.00   |
| MALAYSIA 5               | Lim Chin Fui                 | 200,000.00   |
| MALAYSIA 6               | Elegant Hotel有限公司        | 96,666.00    |
| MALAYSIA 7               | Ng Chee Seng                 | 123,000.00   |
| MALAYSIA 8               | Project Concept有限公司      | 618,000.00   |
| MALAYSIA 9               | Wasmetro Development有限公司 | 141,999.00   |
| MALAYSIA 10              | Tan Su Ming                  | 111,111.10   |

| 特别组（底价2,000令吉） |                            |              |  |              |                         |              |  |               |                                           |              |
| 车牌                    | 得标者                     | 数额（令吉） |  | 车牌         | 得标者                  | 数额（令吉） |  | 车牌          | 得标者                                    | 数额（令吉） |
| MALAYSIA 11             | Soh Shi Hong               | 65,332.00    |  | MALAYSIA 55  | Tan Teck Ee             | 66,000.00    |  | MALAYSIA 888  | Yap Nee Seng                              | 50,008.00    |
| MALAYSIA 12             | Phang Sin Kiow             | 51,000.00    |  | MALAYSIA 66  | Lim Chee Soon           | 60,550.00    |  | MALAYSIA 999  | Chia Ser Chuan                            | 38,800.00    |
| MALAYSIA 13             | Triple Boutique有限公司    | 54,000.00    |  | MALAYSIA 77  | Cheong Jin Wai          | 50,000.00    |  | MALAYSIA 1111 | Pearl Holiday (M) Travel and Tour有限公司 | 38,500.00    |
| MALAYSIA 14             | Mohd Aqliff Shane Abdullah | 25,000.00    |  | MALAYSIA 88  | Lim Kim Hin             | 60,550.00    |  | MALAYSIA 2222 | Goh Kim Kee                               | 80,000.00    |
| MALAYSIA 15             | Tan Kok Cheng              | 45,800.00    |  | MALAYSIA 99  | 99 Speed Mart有限公司   | 501,500.00   |  | MALAYSIA 3333 | Tan Teng Ghee                             | 55,000.00    |
| MALAYSIA 16             | Sara Elena Binti Razif     | 38,300.00    |  | MALAYSIA 111 | James Pang Yun Ming     | 76,800.00    |  | MALAYSIA 4444 | Albert Chuah                              | 11,880.00    |
| MALAYSIA 17             | Tan Yee Chui               | 26,200.00    |  | MALAYSIA 222 | Goh Kim Kee             | 80,000.00    |  | MALAYSIA 5555 | Liew Nam Soon                             | 22,000.00    |
| MALAYSIA 18             | GoodMorning Global有限公司 | 120,000.00   |  | MALAYSIA 333 | Chay Wee Hwang          | 62,000.00    |  | MALAYSIA 6666 | Chiong Sen Yang                           | 22,888.00    |
| MALAYSIA 19             | Sim Siang Heng             | 61,510.00    |  | MALAYSIA 444 | Chee Keng Boon          | 25,000.00    |  | MALAYSIA 7777 | Chia Hue Chian                            | 22,777.00    |
| MALAYSIA 22             | Sia Tiong Ming             | 22,000.00    |  | MALAYSIA 555 | Puan Che Wah            | 58,888.00    |  | MALAYSIA 8888 | Lee Wee Tat                               | 60,000.00    |
| MALAYSIA 33             | Tan Perth Chung            | 60,550.00    |  | MALAYSIA 666 | Boss Aerosystem有限公司 | 32,888.00    |  | MALAYSIA 9999 | Chan Wee Kiang                            | 80,000.00    |
| MALAYSIA 44             | CBE Tech有限公司           | 50,000.00    |  | MALAYSIA 777 | Cheong Jin Wai          | 30,000.00    |  |               |                                           |              |

#### M___M
發行牌號：1－9999
發行年份：2023年
字型：Arial Bold
適用車款：任何車款
簡述：「M_M」车牌于2023年发行，寓意「Malaysia Merdeka」，由8月31日至9月4日开放竞标。

#### GOLD
發行牌號：1－9999
發行年份：2024年2月1日
字型：Arial Bold
適用車款：任何車款
簡述：「GOLD」车牌于2024年发行，庆贺联邦直辖区成立金禧50周年。

#### FFF
發行牌號：1－9999
發行年份：2024年6月1日
字型：Arial Bold
適用車款：任何車款
簡述：“F”系列车牌是布城联邦直辖区发放的牌号，2023年陆路交通局配合成立77周年推出过“FF”牌号，2024年配合成立78周年，推出“FFF”特殊牌号。

#### EV
發行牌號：1－9999
發行年份：2024年9月
字型：FE-Schrift
適用車款：新能源車辆（纯电车）
簡述：陆路交通局推出标准化的JPJ ePlate车牌，并开放全新诞生适用电动车注册的“EV”系列车牌。

#### PETRA
發行牌號：1－9999
發行年份：2024年
字型：Arial Bold
適用車款：任何車款
簡述：

#### MADANI
發行牌號：1－9999
發行年份：2024年
字型：Arial Bold
適用車款：任何車款
簡述：

#### ANSARA
發行牌號：1－5555
發行年份：2025年
字型：Arial Bold
適用車款：任何車款
簡述：

#### A___A
發行牌號：1－9999
發行年份：2025年
字型：Arial Bold
適用車款：任何車款
簡述：

#### VIPS
發行牌號：1－9999
發行年份：2025年
字型：Arial Bold
適用車款：任何車款
簡述：

### 大学车牌
2019年7月，交通部长陆兆福同意，政府以“优惠价”支持公立大学转售特殊车牌，大学出售车牌所得到的收入，将可用做学术研究及发展经费。
- IIUM — International Islamic University Malaysia (IIUM) number plate series[49]

- UC — Universiti Malaysia Pahang (UMP) number plate series

- UG — Universiti Pendidikan Sultan Idris (UPSI) number plate series

- UITM — Universiti Teknologi Mara (UiTM) number plate series[50]

- UKM — Universiti Kebangsaan Malaysia (UKM) number plate series[51][52]

- UM — Universiti Malaya (UM) number plate series[53]

- UMK — Universiti Malaysia Kelantan (UMK) number plate series[54]

- UMS — Universiti Malaysia Sabah (UMS) number plate series

- UMT — Universiti Malaysia Terengganu (UMT) number plate series

- UN — Universiti Sains Islam Malaysia (USIM) number plate series

- UNIMAS — Universiti Malaysia Sarawak (UniMAS) number plate series

- UNISZA — Universiti Sultan Zainal Abidin (UniSZA) number plate series

- UPM — Universiti Putra Malaysia (UPM) number plate series[55]

- UQ — Universiti Sains Islam Malaysia (USIM) number plate series

- UR — Universiti Malaysia Perlis (UniMAP) number plate series

- USM — Universiti Sains Malaysia (USM) number plate series

- UT — Universiti Pertahanan Nasional Malaysia (UPNM) plate series

- UTEM — Universiti Teknikal Malaysia Melaka (UTeM) plate series

- UTHM — Universiti Tun Hussein Onn Malaysia (UTHM) plate series

- UTM — Universiti Teknologi Malaysia (UTM) number plate series[51][52]

- UUM — Universiti Utara Malaysia (UUM) number plate series[52][56]

### 預售及交易車牌
馬來西亞交通部實施的投標車牌制度，把預將發行的車牌先供車主競標，讓車主可以投標心儀的號碼。重複字母的車牌通常可以成為競價最高的車牌，例如：AAA（1977年）、BBB（1978年）、JJJ（2005年）、CCC（2007年）、WWW（2012年）、RR（2017年）、DDD（2017年）、PPP（2020年）。其他搶手的車牌之中，有些是與政黨相關的縮略詞，例如：MCA、PAP、DAP、PAS、PKR和PKM；有些與人名相似，例如：TAN和TAY。
2014年11月，雪蘭莪發行「BMW」系列車牌，受到BMW車主的熱烈回響，雪蘭莪皇室保留「BMW 1」和「BMW 2」，國家羽毛球運動員李宗偉獲得「BMW 6」，競價為RM97,777。2015年2月，玻璃市發行「RM」系列車牌，與馬來西亞令吉的符號相似，「RM 1」預留給玻璃市王儲端姑賽西拉祖丁，雪蘭莪王儲東姑阿米爾沙競標獲得「RM 5」，「RM 2」、「RM 3」、「RM 4」、「RM 6」、「RM 7」保留給玻璃市州行政議員，其餘牌號競價收穫超過700萬令吉。
2016年7月，布城發行「F」系列車牌，柔佛蘇丹端姑依布拉欣競得「F 1」車牌，類似於一級方程式的縮寫，競價為RM836,660。2017年8月，霹靂發行「AKU」系列車牌，類似馬來語的「我」（aku），「AKU 1」的競標為RM207,898.90，「AKU 8055」的競價為RM74,000。
2020年6月，沙巴發行「SYG」系列車牌，類似馬來語「親愛的」（sayang）的縮寫，「SYG 1」的競價為RM115,000，「SYG 8055」的競價為RM19,000，「SYG」系列獲得收入達360萬令吉。2020年11月，檳城發行「PPP」系列車牌，「PPP 1」的競價為RM260,000，「PPP 9」的競價為RM160,000，「PPP 6」的競價為RM140,000，「PPP 8999」的競價為RM12,888，「PPP」系列獲得收入達730萬令吉。
2021年2月，吉打發行「KFC」系列車牌，「KFC 7」競價為RM52,000，「KFC 8」和「KFC 9」競價為RM48,000，「KFC 3」競價為RM45,000。
2023年，布城发行“FF”系列车牌，“FF 8”以95万令吉，整个系列为JPJ获得收入近3500万令吉。

## 外部連接
- Malaysia （页面存档备份，存于）, a site about heraldry and related subjects
- Malaysia States （页面存档备份，存于）, a site about heraldry and related subjects
- Malaysia States II （页面存档备份，存于）, a site about heraldry and related subjects